# Exact Audio Copy
Exact Audio Copy (oft auch EAC abgekürzt) ist ein CD-Ripper zum Auslesen (Rippen) von Audio-CDs, ein Vorgang, der auch als Digital Audio Extraction (DAE) bekannt ist. EAC wird seit Mitte 1990 von André Wiethoff für Windows entwickelt. Besonderer Schwerpunkt ist das möglichst exakte, also fehlerfreie Auslesen der Daten, um identische Kopien erstellen zu können, im Zweifelsfalle auf Kosten der Geschwindigkeit.

## Entwicklungsgeschichte
Wiethoff entwickelte EAC, da er bei bis dato verfügbaren CD-Rippern damit unzufrieden war, wie zerkratzte Audio-CDs behandelt wurden. Weder konnten sie zerkratzte Medien fehlerfrei auslesen, noch Lesefehler in Hinsicht auf ihre Existenz und ihre Position innerhalb des Audiomaterials dokumentieren. Daher musste das ausgelesene Audiomaterial vollständig per Hörtest überprüft werden.
EAC wird als natives Windows-Programm entwickelt, es wurde aber auch erfolgreich mit neuen Versionen von Wine unter Linux verwendet.

## Ausleseverfahren
Das Besondere im Vergleich zu anderen Rippern wie CDex und Audiograbber oder multimedialer Audiosoftware wie iTunes und Windows Media Player ist sein Ausleseverfahren:
Im sogenannten Secure Mode können CDs auch mit (meist älteren) CD-ROM-Laufwerken, die ohne EAC Leseprobleme zeigen, mit hoher Wahrscheinlichkeit verlustfrei ausgelesen werden, soweit die Ursache der Probleme im Bereich des Laufwerks (z. B. zufällige Lesefehler) und nicht bei der jeweiligen CD liegt (z. B. durch Kratzer, Schmutz oder einen Kopierschutz). Aber auch in letzteren Fällen steigt durch die Benutzung von EAC die Wahrscheinlichkeit eines akzeptablen bis fehlerfreien Ausleseergebnisses.
Durch mehrfaches, häppchenweises Auslesen der CD können fehlerhaft ausgelesene Stellen korrigiert oder zumindest identifiziert werden. Dabei erhält der Benutzer Fehlermeldungen über Leseprobleme und deren Position, auch wenn das Laufwerk trotz Problemen noch keinen Fehler meldet. Die subjektive Audioqualität ist an solchen problematischen Stellen meist besser als bei Benutzung von konventionellen CD-Rippern, die keine entsprechenden Vorkehrungen treffen. Die Meldungen beim Auslesen können in einer Logdatei gespeichert werden, wodurch fehlerhafte Bereiche dokumentiert und vor der Weiterverarbeitung begutachtet werden können.

## Eigenschaften
Die so gewonnenen Dateien werden zunächst als RIFF-WAVE-Dateien abgespeichert und können durch EAC mit einem konfigurierbaren Audio-Codec umgewandelt werden. Darüber hinaus enthält das Programm eine simple CD-Schreib-Funktionalität (mit der Möglichkeit einer Offsetkorrektur), so dass auch CD-Kopien unter ausschließlicher Verwendung von EAC erstellt werden können.
Zu den weiteren Eigenschaften zählen:
- Verwendung der C2-Fehlerinformation des optischen Laufwerks, sofern in der Laufwerks-Firmware das (optionale) Verfahren zur Übermittlung dieser Informationen korrekt implementiert ist.
- Erstellung von CRC-Prüfsummen des ausgelesenen Audiomaterials; mit einer kostenlosen Erweiterung namens AccurateRip kann der Benutzer die ermittelte Prüfsumme eines bestimmten Musikstückes mit der anderer Benutzer vergleichen, wodurch eine Abschätzung des Leseerfolgs möglich ist.
- Durch testweises Lesen von Referenz-CDs besteht die Möglichkeit, automatisch Eigenschaften und Merkmale des optischen Laufwerks zu erkennen, die dem erfolgreichen Leseprozess förderlich oder hinderlich sind.[4]
- Die Abfrage von CD-Metadaten (Titel, Interpreten etc.)
  - erfolgte früher aus der freedb-Datenbank
  - wurde im Juli 2024 (ab Version 1.7) durch die Integration des AccurateRip-Meta-Services ersetzt[5]

## Installation und Anwendung
EAC bietet bei der Installation schrittweise eine Reihe von Optionen an, die mit Standard-Vorschlägen und Erklärungen versehen sind. Dadurch wird Laien sowohl die Installation als auch die Anwendung erleichtert; Experten haben Zugang zu detaillierten Optionen. Ein typischer Anwendungsfall ist, dass die „gerippten“ Dateien zu MP3-Dateien konvertiert werden. Zu dieser Art von Konvertierung wird LAME unterstützt. LAME ist aus lizenzrechtlichen Gründen kein Bestandteil der EAC-Installation. Während der EAC-Installation wird darauf aufmerksam gemacht, eine Bezugsquelle von LAME genannt und erklärt, wie EAC so zu konfigurieren ist, dass LAME als Konverter genutzt werden kann. Standardmäßig wird bei der Installation von EAC der Rechner durchsucht, ob bereits eine LAME-Installation vorliegt. Nach erfolgreicher Installation (oder bereits vorhandener Existenz) von LAME werden in EAC typische Aufruf-Parameter für LAME gesetzt, die vom Benutzer geändert werden können.

## Lizenzierung
Laut Website ist EAC Freeware (Donationware), solange es nicht für geschäftliche Zwecke benutzt wird.